# Dezett
Ein Dezett (von lateinisch decem ‚zehn‘) ist in der Musik eine Gruppe von zehn Ausführenden oder ein Musikstück für eine solche Gruppe. Anders als bei kleineren Ensembles, etwa dem Streichquartett, gibt es hier keine feststehende Besetzung. Bevorzugt wird besonders in der französischen Tradition jedoch ein doppeltes Holzbläserquintett.
Beispiele für doppeltes Holzbläserquintett stammen von George Enescu (Dixtuor op. 14 für 10 Bläser) oder Darius Milhaud (Dixtuor für 10 Holzbläser). Aus dem 19. Jahrhundert stammende Beispiele für diese Besetzung sind Joachim Raffs Sinfonietta op. 188 und Salomon Jadassohns Serenade für Holzbläser op. 104.
Beispiele für gemischte Besetzungen von Blas- und Streichinstrumenten sind Benjamin Brittens Sinfonietta, op. 1 (Flöte, Oboe, Klarinette, Horn, Fagott, 2 Violinen, Viola, Violoncello und Kontrabass) oder Dixtuor von Jean Françaix in der gleichen Kombination.
Ein Sonderfall sind die Dezette für freie, flexible Besetzung, wie Tremulus von Juan María Solare. Im Bereich des Jazz werden Besetzungen von zehn Musikern hingegen Tentett (nach englisch: “ten” = „zehn“) genannt.